# لوروا ويلزي
لوروا ويلزي (بالإنجليزية: Leroy Welsh)‏ هو محامي وسياسي أمريكي، ولد في 1 مارس 1844 ببيلسفيل في الولايات المتحدة، وتوفي في 20 أغسطس 1879 في الولايات المتحدة. حزبياً، نشط في الحزب الجمهوري. وقد انتخب أمين صندوق الدولة ‏.